# 岩崎芳史
岩崎 芳史（いわさき よしふみ、1943年（昭和18年）3月28日 - ）は、日本の実業家。三井不動産販売社長を経て、日本郵政副社長、日本郵政不動産社長を務めた。

## 人物・経歴
東京都出身。1967年東京大学教養学部卒業、住友銀行入行。1970年退社した大学の同期の代わりとして三井不動産に入社し、臨海事業部に配属される。不動産販売畑を歩み、エジプト駐在員などを経て、横浜支店長時代、マンション事業を大京と並ぶまで成長させた。
1995年三井不動産取締役に昇格。1998年三井不動産販売代表取締役副社長。2003年三井不動産販売代表取締役社長。2007年三井不動産販売代表取締役会長。
同年横浜支店長時代に知遇を得た菅義偉総務大臣から誘いを受け日本放送協会経営委員に就任。2009年三井不動産販売相談役、日本放送協会経営委員会委員長職務代行者兼監査委員。
2014年ゆうちょ銀行取締役。2016年日本郵政代表執行役副社長不動産部門担当。2018年から日本郵政が新設した不動産子会社の日本郵政不動産代表取締役社長を兼務。2022年退任。